# 旅顺站 (地铁)
旅顺站是大连地铁12号线的地铁站，位于中华人民共和国辽宁省大连市旅顺口区水师营街道圣水街与营顺路交叉口东侧，于2014年5月1日开通。

## 车站结构

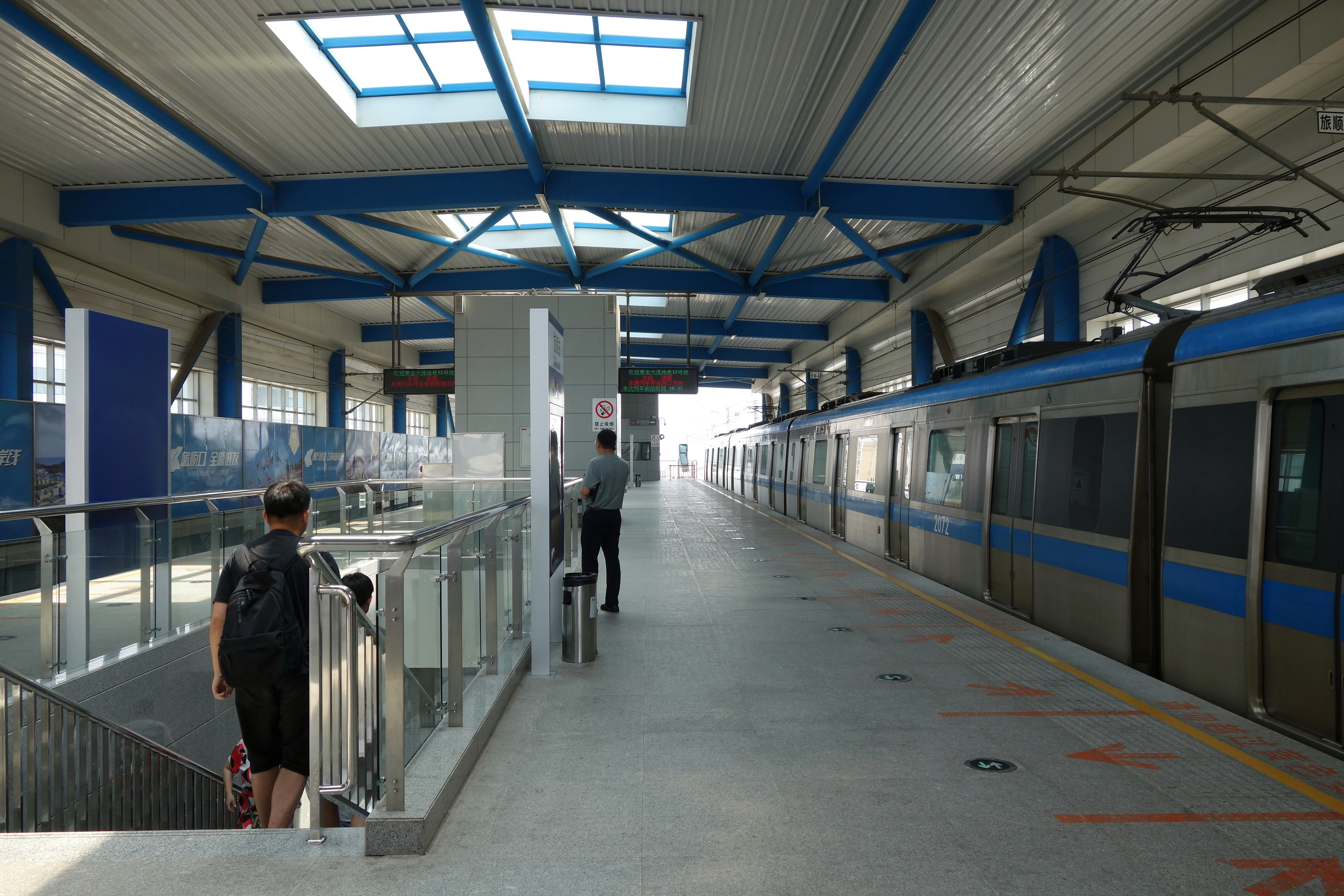
车站站台

旅顺站平行于圣水街东西设置，为地上三层岛式站台车站，车站地面为设备层，地上二层为站厅层，地上三层为站台层，站台未设置站台门，仅设有简易金属栏杆做遮挡作用。车站西侧设有两条存车线。
| 地上三层          | 站台           | \| \| \| █ 12号线往旅顺新港（铁山） \| \| 島式 · 開左邊车门 \| \| \| \| \| \| █ 12号线往河口（塔河湾） \| |
| 地上二层          | 站厅           | 客服中心、自动售票机、验票机                                                                              |
| 地面              | 出入口及设备层 | A、B出入口、车站设备                                                                                      |
|                   |                | █ 12号线往旅顺新港（铁山）                                                                                |
| 島式 · 開左邊车门 |                | |
|                   |                | █ 12号线往河口（塔河湾）                                                                                  |

## 车站出口
旅顺站共设2个出口，各出口及周围设施如下所示：
| 出口编号            | 照片 | 出口指示 | 建议前往的目的地                                           |
| ------------------- | ---- | -------- | ---------------------------------------------------------- |
| A · 出口 · （设有） |      | 圣水街   | 公交枢纽站，旅顺口区政府，旅顺口区人民法院，旅顺区医院北院 |
| B · 出口 · （设有） |      | 郭水路   |                                                            |
| 图例： 设有         |      |          |                                                            |

## 接驳交通

### 公交车
- 旅顺地铁站：2007路、旅顺7路、旅顺8路、旅顺9路、旅顺10路、旅顺20路、旅顺28路、旅顺31路、旅顺82路、旅顺210路、旅顺220路、旅顺221路、旅顺230路、旅顺232路、旅顺240路、旅顺251路、旅顺252路、旅顺旅游线

## 车站历史
- 2014年5月1日，车站随12号线（时称202路延伸线）通车开通[1]。